# Hawker Sea Hawk
Хоукер «Си Хок» (англ. Hawker Sea Hawk) — британский реактивный одноместный палубный истребитель-бомбардировщик.
Совершил первый полёт 2 сентября 1947 года. Производился компанией Hawker Aircraft и её родственной компанией Armstrong Whitworth Aircraft. 
Состоял на вооружении Королевских ВМС Великобритании в 1953—1960 годах, поставлялся на экспорт в Индию, Нидерланды, ФРГ. Всего построено 542 самолёта.

## Боевое применение

### Суэцкий кризис
В ходе вторжения в Египет в 1956 году ВВС Великобритании безвозвратно потеряли три истребителя Sea Hawk, ещё по меньшей мере один был повреждён, во всех случаях пилотам удалось спастись:
- 6 ноября огнём с земли сбит Sea Hawk FGA.6 897-аэ (б/н XE377);
- 7 ноября огнём с земли сбит Sea Hawk FGA.6 800-аэ (б/н XE400);
- 14 ноября при посадке на авианосец HMS Bulwark Sea Hawk FGA.6 801-аэ (б/н XE375) врезался в другой «Си Хок» (б/н WM985), после чего вылетел за пределы корабля и упал в море.

### Встреча с «МиГом»
Единственный воздушный бой истребителя Sea Hawk произошёл в 1962 году против истребителя МиГ-21.
18 августа 1962 года истребитель Sea Hawk F.101 (б/н RB+364, с/н 6708) 2-й эскадрильи авиакрыла MFG.1 Бундесмарине поднялся с авианосца USS Saratoga ВМС США. В ходе полёта самолёт нарушил воздушное пространство ГДР в районе восточногерманского города Эйзенах. На высоте 11 км и скорости 850 км/ч, он был перехвачен советским истребителем МиГ-21, в ходе воздушного боя «Си Хок» был поражён огнём «МиГа». Западногерманский пилот капитэнлёйтнант Кнут Энтон Винклер на подбитом самолёте попытался сесть на территории ФРГ в Бремене, однако повреждённое огнём шасси не смогло выпуститься, Винклер пролетел ещё несколько километров и сел на брюхо в поле возле города Альхорн. Компания Focke-Wulf, обслуживающая самолёт, приняла решение о неремонтопригодности и списании истребителя.

### Индо-пакистанский конфликт
Успешным примером боевого применения Sea Hawk является его служба в вооружённых силах Индии.
Вторая индо-пакистанская война
В ходе конфликта 1965 года с Пакистаном индийские «Си Хоки» значительного влияния на боевые действия не оказали.
Был потерян один такой самолёт по небоевой причине:
- 18 сентября 1965 года Sea Hawk (б/н IN-185) ВМС Индии разбился возле Бомбея, пилот младший лейтенант К.П. Верма погиб[4].

Третья индо-пакистанская война
Во время войны с Пакистаном в 1971 году индийцы располагали 16-ю такими самолётами на авианосце INS Vikrant. Они были в составе 300-й авиационной морской эскадрильи ВМС Индии, под командованием лейтенант-командера Сантош Кумара Гупта.
Самолёты Sea Hawk нанесли очень тяжёлые потери боевому и транспортному флоту Пакистана. Известные случаи успешных атак «Си Хоков» на корабли:
- 4 декабря был потоплен большой патрульный катер ВМС Пакистана PNS Comilla (345 БРТ);
- 4 декабря получил повреждения большой патрульный катер ВМС Пакистана PNS Rajshai (345 БРТ);
- 6 декабря был потоплен патрульный катер ВМС Пакистана PNS Sylhet (345 БРТ);
- 6 декабря был потоплен патрульный катер ВМС Пакистана (345 БРТ);
- 6 декабря был потоплен транспортный корабль Ondarda (8259 БРТ);
- 6 декабря был потоплен транспортный корабль Thetic Charlie (2276 БРТ);
- 9 декабря был потоплен патрульный катер ВМС Пакистана Balaghat;
- 9 декабря был потоплен транспортный корабль Mustali;
- 9 декабря был потоплен транспортный корабль Makran;
- 9 декабря был потоплен транспортный корабль Nordpol;
- 12 декабря был потоплен транспортный корабль Al Abbas (9142 БРТ);
- 12 декабря был потоплен транспортный корабль 12 AnisBaksh (6273 БРТ);
- 12 декабря был потоплен транспортный корабль Avlos.

За всю войны пакистанским зенитчикам удалось попасть в восемь «Си Хоков», однако сбить ни одного из них не удалось, потерь по техническим причинам тоже не было.

## Эксплуатанты
Германия
бундесмарине
- 1 эскадра авиации ВМС
- 2 эскадра авиации ВМС

 Индия
ВМС Индии
- No. 300 эскадрилья

 Нидерланды
Морская авиационная служба Нидерландов
- No. 3 эскадрилья
- No. 860 эскадрилья

 Великобритания
Воздушное Крыло Флота
- 700 морская авиаэскадрилья
- 703 морская авиаэскадрилья
- 736 морская авиаэскадрилья
- 738 морская авиаэскадрилья
- 764 морская авиаэскадрилья
- 767 морская авиаэскадрилья
- 781 морская авиаэскадрилья
- 787 морская авиаэскадрилья
- 800 морская авиаэскадрилья
- 801 морская авиаэскадрилья
- 802 морская авиаэскадрилья
- 803 морская авиаэскадрилья
- 804 морская авиаэскадрилья
- 806 морская авиаэскадрилья
- 807 морская авиаэскадрилья
- 810 морская авиаэскадрилья
- 811 морская авиаэскадрилья
- 812 морская авиаэскадрилья
- 895 морская авиаэскадрилья
- 897 морская авиаэскадрилья
- 898 морская авиаэскадрилья
- 899 морская авиаэскадрилья
- 1832 морская авиаэскадрилья

## Тактико-технические характеристики
Приведены характеристики варианта FGA.Mk.6.

### Технические характеристики
- Экипаж: 1 человек
- Длина: 12,09 м
- Размах крыла: 11,89 м
- Высота: 2,64 м
- Площадь крыла: 25,83 м²
- Масса пустого: 4208 кг
- Масса снаряжённого: 5996 кг
- Масса максимальная взлётная: 7325 кг
- Двигатель: 1× турбореативный Роллс-Ройс «Нене» 103
- Тяга: 1× 23,1 кН (2460 кгc)

### Лётные характеристики
- Максимальная скорость:
  - на уровне моря: 958 км/ч
  - на высоте: 939 км/ч[10]
- Дальность полёта: 1 191 км[10]
  - с подвесными баками: 2 253 км[10]
- Практический потолок: 13 564 м
- Скороподъёмность: 29 м/с (1740 м/мин)
- Удельная нагрузка на крыло: 232 кг/м²
- Тяговооружённость: 0,38

### Вооружение
- Пушки: 4×20 мм, боезапас — 200 сн./ствол
- Подвесное вооружение:
  - Бомбы: 2× 220 кг или
  - НАР: 10× 76 мм